# 1970 a filmművészetben

## Események
- február 10. – az amerikai mozik válsága, a stúdiók 5 hónap alatt 700 alkalmazottat bocsátanak el.
- október – az USA világelső a pornográf filmek gyártásában.
- Herskó János 44 évesen új életet kezd Skandináviában: a stockholmi Dramatiska Institut, az ottani főiskola rektora lesz.
- Az IMAX mozi rendszer bemutatója a Fuji Pavilionnál az 1970-es EXPO-n Osakában, Japánban.
- Az MGM eladja stúdióját a hozzátartozó kellékekkel.

## Sikerfilmek
A bevételek az amerikai forgalmazást tükrözik.
1. Repülőtér – rendező George Seaton – $100 489 150
2. M. A. S. H. – főszereplő Donald Sutherland és Elliott Gould – rendező Robert Altman – $81 600 000
3. Patton – főszereplő George C. Scott – rendező Franklin J. Schaffner
4. Woodstock – rendező Michael Wadleigh – $13 300 000
5. A 22-es csapdája – rendező Mike Nichols
6. Love Story – rendező Arthur Hiller
7. Kis nagy ember – rendező Arthur Penn
8. Ryan lánya – rendező David Lean
9. A bagoly és a cicababa – rendező Herbert Ross
10. Macskarisztokraták – rendező Wolfgang Reitherman

## Magyar filmek
- Arc – rendező Zolnay Pál
- Árvíz – rendező András Ferenc
- Bartók Béla: az éjszaka zenéje – rendező Gaál István
- Büntetőexpedíció – rendező Magyar Dezső
- Csak egy telefon – rendező Mamcserov Frigyes
- DIVSZ kongresszus – rendező Szörény Rezső
- Egy őrült éjszaka – rendező Kardos Ferenc
- Égi bárány – rendező Jancsó Miklós
- Én vagyok Jeromos – rendező Tímár István
- Érik a fény  – rendező Szemes Mihály
- Füst – rendező Jancsó Miklós
- Gyula vitéz télen-nyáron – rendező Bácskai István
- Hatholdas rózsakert – rendező Ranódy László
- Illetlen fotók – rendező Böszörményi Géza
- Ítélet – rendező Kósa Ferenc
- Kivételes időszak – rendező Szörény Rezső
- Kurtalábú pásztor – rendező Homoki Nagy István
- Lányok – rendező Szomjas György
- Magasiskola – rendező Gaál István
- Modern edzésmódszerek – rendező Ternovszky Béla
- Mérsékelt égöv – rendező Kézdi-Kovács Zsolt
- N.N., a halál angyala – rendező Herskó János
- Nászutak – rendező Szomjas György
- Örökösök – rendező Kovács András
- Szemtől szemben – rendező Várkonyi Zoltán
- Szerelmesfilm – rendező Szabó István
- Szerelmi álmok – Liszt – rendező Keleti Márton
- Szép lányok, ne sírjatok! – rendező Mészáros Márta
- Szép magyar komédia  – rendező Banovich Tamás
- Találkozunk 1972-ben (Sötétben-világosban) – rendező Elek Judit
- Udvarok – rendező Kollányi Ágoston
- Utazás a koponyám körül (film) – rendező Révész György
- A Válogatás – rendező Gazdag Gyula

## Fesztiválok
Oscar-díj (április 7.)
- Film: Éjféli cowboy
- Rendező: John Schlesinger – Éjféli cowboy
- Férfi főszereplő: John Wayne – A félszemű seriff
- Női főszereplő: Magiie Smith – Miss Brody virágzása
- Külföldi film: Z, avagy egy politikai gyilkosság anatómiája – Constantin Costa-Gavras

1970-es cannes-i filmfesztivál
Velencei Nemzetközi Filmfesztivál
- 1969–1978 között nem adtak ki díjakat

Berlini Nemzetközi Filmfesztivál (június 26-július 7)
- a filmfesztivál félbeszakadt

## Filmbemutatók
- Myra Breckinridge – rendező Mike Sarne
- Macskarisztokraták – rendező Wolfgang Reitherman
- Kék katona – rendező Ralph Nelson
- …tick…tick…tick… – rendező Ralph Nelson
- Love Story – rendező Arthur Hiller
- Kis nagy ember – főszereplő Dustin Hoffman, Faye Dunaway – rendező Arthur Penn
- Istenek ivadékai – rendező Harald Reinl
- Joe – rendező John G. Avildsen
- Ann och Eve – de erotiska – rendező Arne Mattsson
- A majmok bolygója alatt / A majmok bolygója II. – rendező Ted Post
- Tora! Tora! Tora! – rendező Richard Fleischer
- Andrej Rubljov – rendező Andrej Tarkovszkij
- A pacifista – rendező Jancsó Miklós, főszereplő Monica Vitti, Pierre Clémenti, Daniel Olbrychski
- Öt könnyű darab – rendező Bob Rafelson
- Eper és vér – rendező Stuart Hagmann
- Scrooge – főszereplő Albert Finney – rendező Ronald Neame
- Ryan lánya – rendező David Lean
- Vizsgálat egy minden gyanú felett álló polgár ügyében – rendező Elio Petri
- The Great White Hope – rendező Martin Ritt
- I Never Sang for My Father – rendező Gilbert Cates
- A vámpír szeretők – rendező Roy Ward Baker
- Equinox – rendező Jack Woods
- Zabriskie Point – rendező Michelangelo Antonioni
- Két öszvér Sára nővérnek - rendező Don Siegel, főszereplők  Clint Eastwood, Shirley MacLaine
- Hideg veríték -  rendező Terence Young, főszereplők  Charles Bronson,  Liv Ullmann, James Mason
- Ragyogj, ragyogj, csillagom! – rendező Alekszandr Mitta
- A vad gyerek – rendező François Truffaut

## Születések
- április 29. – Uma Thurman, színésznő
- május 22. – Naomi Campbell, szupermodell, színésznő
- május 27. – Joseph Fiennes, színész
- június 26. – Chris O’Donnell, színész
- augusztus 6. – M. Night Shyamalan, rendező, forgatókönyvíró
- augusztus 23. – Jay Mohr, színész, komédiás
- szeptember 29. – Emily Lloyd, angol színésznő
- október 8. – Matt Damon, színész
- december 20. – Nicole de Boer, amerikai színésznő

## Halálozások
- január 23. – Nell Shipman, színésznő, író, producer
- február 24. – Conrad Nagel, amerikai színész
- március 23. – Del Lord, amerikai rendező
- április 11. – Cathy O’Donnell, színésznő
- április 25. – Anita Louise, színésznő
- április 26. – Gypsy Rose Lee, börleszk-előadó, színésznő, író
- április 28. – Ed Begley, amerikai színész
- április 30. – Inger Stevens, színésznő
- május 14. – Billie Burke, amerikai színésznő,
- július 6. – Marjorie Rambeau, színésznő
- július 14. – Preston Foster, színész
- július 22. – Fritz Kortner, német rendező
- augusztus 1. – Frances Farmer, színésznő
- szeptember 29. – Edward Everett Horton, színész
- október 10. – Grethe Weiser, színésznő
- december 23. – Charles Ruggles, színész
- december 30. – Lenore Ulric, színésznő